# Conotrachelus elephas
Conotrachelus elephas – gatunek chrząszcza z rodziny ryjkowcowatych.

## Zasięg występowania
Ameryka Południowa, występuje w Brazylii oraz Gujanie Francuskiej.

## Budowa ciała
Przednia krawędź pokryw znacznie szersza od przedplecza i zakończona ostrogą.